# MAUD委員会

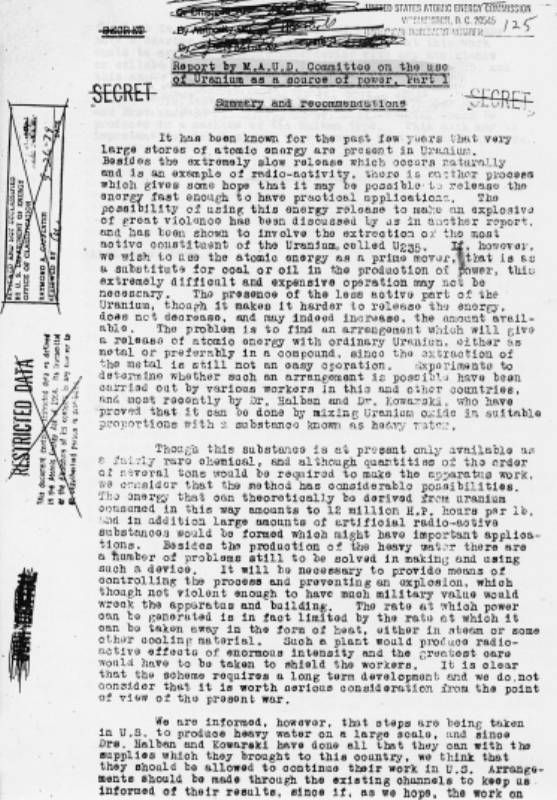
MAUD 委員会の最終報告、第1ページ。

MAUD委員会（モードいいんかい、MAUD Committee）は第二次世界大戦中のイギリスで原子爆弾の可能性を探るために設けられた科学者からなる委員会である。 1941年に委員会はウラン濃縮とそれによるウラン爆弾が技術的に可能だとする報告を提出し、これがアメリカ政府に伝えられて原爆開発計画の直接の開始要因となった。
日本語では MAUD の読みをとってモード委員会とカナ書きされることもある。 この委員会名となっている MAUD は Military Application of Uranium Detonation（ウラン爆発の軍事応用）や Military Application of Uranium Disintegration（ウラン分裂の軍事利用）のような語の頭字語とされることがあるが、実際には、偽装として電報文から選ばれた名称であり、特に意味のないものであった（#MAUDという名称の節を参照）。

## 概要
1939年、ウランの核分裂による連鎖反応の可能性が明らかになっても、ウランの同位体ウラン235の濃縮が技術的に実現できなければ、原子爆弾は事実上不可能であると考えられていた。 しかしイギリスに亡命していた科学者オットー・フリッシュとルドルフ・パイエルスが、ウラン235単独での絶大な破壊力をもつ小型の爆弾が可能であり、分離が必要な量はわずかで済むとの見積もりをだしたことで、ウランを用いた原爆の真剣な検討が始まることになった。 イギリスはナチス・ドイツとの激しい戦いが続く中、1940年4月に科学者による MAUD 委員会を組織し、そのウラン原爆の実現可能性を検討させ報告を提出させることとした。
委員会に参加した物理学者ジェームズ・チャドウィックや化学者フランシス・サイモン (Francis Simon) らは、実験によって爆発に必要な臨界質量を正確に見積もるとともに、ウラン濃縮の有効な方法について研究を進めた。 これによって1941年7月に提出された MAUD 委員会の最終報告書は、多額な経費が必要であるもののウラン濃縮は可能であり、数年以内に比較的小型で強力な破壊力をもつウラン爆弾が実現可能であると結論し、アメリカと協力しながら早急にそれを開発すべきであると勧告することとなった。
当時、アメリカは依然戦争に参加しておらず、原爆開発にも慎重な見方が強かったが、この報告が1941年夏以降に伝えられ、また委員会の一員であるマーク・オリファントがアメリカに開発を強く勧めたことが大きなきっかけとなって、その年の末までには本格的に原爆開発へと踏み出すこととなった。 イギリスでもチューブ・アロイズと呼ばれる原爆開発計画が開始されたが、戦況の悪化や資金不足により、やがてこのアメリカのマンハッタン計画へと組み込まれていくことになった。

## 経緯

### 核分裂の発見
1939年1月のオットー・ハーンらによる実験と、リーゼ・マイトナーと甥のオットー・フリッシュ によるその理論的解釈によって、ウランの原子核が低速中性子照射により、日常的な化学結合のエネルギーの数億倍のエネルギーを伴って分裂するという新たな現象を引き起こすことが示された。 この核分裂の発見という驚くべきニュースを受けて、3月にはエンリコ・フェルミ、レオ・シラード、フレデリック・ジョリオ＝キュリーの3グループがウランの核分裂にともなって複数の高速な二次中性子が放出されることを相次いで確認した。 これは、ウランが連鎖反応を起こす可能性、すなわち二次中性子が指数関数的に増大しながら核分裂を連鎖的に引き起こし、条件次第ではすさまじい爆発を起こすという可能性を示していた。 
しかし核分裂を起こしているのは天然ウランに 0.7 % だけ含まれる同位体で、エネルギー的に不安定な奇数の原子量をもつウラン235であると思われた。 多くの物理学者は有効な連鎖反応を起こすには、ウラン235を、化学的性質が同じで質量がわずかに異なるだけのウラン238から大量に分離せねばならず、それは技術的にほとんど不可能なことだと考えていた。 当時の指導的物理学者であったニールス・ボーアはその困難さについて「合衆国をひとつの巨大な工場にでも変えない限りできるわけがない」と述べたとされる。 
一方、同位体の比率を変えない天然ウランのままでの連鎖反応の可能性もあったが、フリッシュの見積もりでは、低速中性子による天然ウランのみの反応では時間がかかり過ぎ、熱膨張や蒸発によって連鎖反応が阻害されるために爆弾としては巨大な爆発には至りそうになかった。 ナチス・ドイツから逃れコペンハーゲンにいたフリッシュは、開戦の危機が目前に迫る中、1939年夏にはイギリス、バーミンガム大学のマーク・オリファントの元へと移り、すでにドイツからイギリスに移っていたルドルフ・パイエルスと知り合っていた。 このパイエルスもまた、連鎖反応維持に必要な臨界質量の自らの公式を当てはめて、天然ウランではそのために何トンものウランが必要であり、有効な爆弾となりそうにはないと見ていた。 いずれにしても、こうした原子爆弾の実現は不可能でなくとも実質的に困難であると考えられた。

### フリッシュ＝パイエルスの覚書
フリッシュはしかし、ウラン235の分離にはいくらか楽観的であった。 そこでフリッシュは、1940年2月に、仮に分離ができたとし放出される高速中性子でウラン235が直接連鎖反応を起こすとした場合の臨界質量をパイエルスとともに考察した。 ウラン235がほとんど分離されていないため、その分裂の起こりやすさを示す分裂断面積は直接には不明であったが、天然ウランのそれから一桁大きいと推測できた。 その値はパイエルスの臨界質量の公式でわずか 600 グラムに相当するものだった。 反応は十分高速で、よって強力な爆発を起こすと考えられた。 しかもこの程度の量の分離ならば、十分な資金をかければ技術的に十分可能な量であると見積もられた。
フリッシュとパイエルスはこの数字に動揺し、2つの短い覚書を書いて上司のオリファントに提出した。 第1の覚書では技術的な計算を示し、5 キログラムのウラン235でも数キロトンのダイナマイトに相当するとし、また強力な放射線を放出して「爆発後も長時間、生命にとって致死的なものとなるだろう」とした。 また第2の覚書では、この爆弾がもたらす意味についても触れており、この爆弾は「実質的に防御不可能」であり、それがもたらす被害から「この国が使用する兵器として相応しくない」としつつも、ドイツがこの兵器を保有しているなら「最も有効な対応は、同様の爆弾により反撃の威嚇を行うことだろう」とした。
原子爆弾が可能であることと、その威力と意味について初めて具体的に触れたこの2編の覚書は、まとめてフリッシュ＝パイエルスの覚書 (Frisch–Peierls memorandum) として知られる。 覚書を受け取ったオリファントは、問題の深刻さを理解し、1940年3月にそれをイギリス防空科学調査委員会 (Committee on the Scientific Survey of Air Defence) 議長で化学者のヘンリー・ティザード (Henry Tizard) に送付した。 実際にはフリッシュとパイエルスの見積もりは甘く、臨界のためにはこの数十倍のウラン235が必要であることが後に判明する。 しかし小さめの値を得たことにより、覚書は、可能性としての兵器であった原子爆弾を現実のものとして受け取らせ、真剣な検討を引き起こすきっかけを作ることとなった。

### MAUD委員会の成立
フリッシュ＝パイエルスの覚書を受け取ったティザードは、専門の科学者からなる委員会を設立した。 委員会の議長にはインペリアル・カレッジの物理学者で中性子の衝突実験を行っていた G・P・トムソンを充て、最初の委員会のメンバーは、オリファントの他、著名な物理学者ラザフォードの弟子のジョン・コッククロフトが加わった。 また中性子の発見者でフリッシュ、パイエルスと同様の洞察に基づいてウラン235の高速中性子分裂の実験を行っていたジェームズ・チャドウィックは助手のフィリップ・ムーン (Philip B. Moon) を参加させた。 後には、実験物理学者であり軍でオペレーションズ・リサーチにも携わったパトリック・ブラケットも参加した。
このトムソン委員会は、アメリカのウラン諮問委員会 (Advisory Committee on Uranium) とは異なり、有能な科学者が中心を占め、歴史家マーガレット・ガウィング (Margaret Gowing) が「史上最も効率的な委員会のひとつだった」というほど短期間に大きな活動することになる。 1940年4月10日に王立協会で開かれた最初の非公式な会合でこそ覚書の内容は懐疑的に受け取られたものの、4月24日の2度目の会議に参加したチャドウィックが自身も同様の結論に達していたと発言したことで、委員会は覚書が示した原爆の可能性の実験的検証を進めていくこととなった。 ただし会議は極秘の内に進められ、フリッシュとパイエルスにさえ、ドイツからの亡命者であったためにしばらくの間これらの会議の詳細は知らされなかった。 当初、トムソン委員会と呼ばれたこの委員会が6月には MAUD（モード）委員会と称することとなった。

### ウラン濃縮の可能性
ウラン爆弾の可能性を評価する上で問題であったのは、臨界質量の正確な値とともに、それに必要なだけのウラン235を分離していくウラン濃縮の実現可能性であった。 ドイツから渡ってきていた化学者フランシス・サイモン (Francis Simon) はすでに1939年春にウラン濃縮のための様々な方法を検討していた。 その中にはフリッシュが考えていたクルジウス管 (Clusius tube) と呼ばれる長いガラス管を用いる単純な熱拡散法も含まれていたが、それを工業的規模で実現するのは困難と見られた。 
1940年6月ごろには、サイモンはガス拡散法 (gaseous diffusion) が最も有望であると結論した。 質量のわずかに軽いウラン235化合物は気体の状態で拡散速度がごくわずかに速い。 ガス拡散法ではこうして周辺で濃縮された気体を微小な穴の開いた隔壁で分離する。 沸点の低い六フッ化ウランを用いた場合、平均速度の比は 1.004 ほどであって、理想的条件下でもごくわずかに濃縮度が高まるだけである。 しかし、この過程を何度も繰り返すことでウラン235の割合を十分な値まで高めていくことができる。 他の元素の同位体分離のために用いられていた同様の方法では、通常素焼きの陶器の隔壁を使っていたが、これは分厚く効率が悪かった。 サイモンらは、茶漉しで使われているような銅の細線で作られた細かな網を金づちで平たく叩き潰して隔壁とし、実験を繰り返した。
MAUD 委員会の一員となっていたサイモンは、こうして1940年のクリスマスの直前に、この工業的規模でのウラン濃縮施設の具体的見積もりに関する報告書をまとめ上げた。 当時、ロンドンではブリッツと呼ばれたドイツ軍の大規模空襲が続いていたが、サイモンはオックスフォードからロンドンへ自ら車を走らせて、この報告書を直接トムソンに手渡した。 この報告書には、毎日 1 キログラムのウラン235を産出する工場がおよそ 500 万ポンドの経費で可能であるとしていた。
一方、ウランの臨界質量の値も精緻化されていった。 1941年3月、アメリカで連鎖反応研究に携わっていたカーネギー研究所地磁気研究部のメール・チューヴ (Merle Tuve) らがウラン235の高速中性子による分裂断面積の実測値をイギリスに伝えた。 フリッシュとパイエルスがこの新たな値から得られた爆弾に必要なウラン235の量は、およそ 8 キログラム、もし適当な反射的タンパー（覆い）で周りを包めば 4 キログラム強となることがわかった。
同じく断面積測定を行っていたチャドウィックも、この年の春には臨界質量が不可能ではない量に収まるであろうことに気づき、その日以来、睡眠薬に頼る日々を送ることになった。 2年前の核分裂という物理学上の大発見から直ちに予測された原子爆弾という兵器は、1年前まで実質的に困難なものと懐疑的に受け取られていたにもかかわらず、チャドウィックが後に言うように、今やこれらのイギリス人には「可能であるだけでなく、避けられないもの」であることが明らかとなった。 チャドウィックは続けて言う。「遅かれ早かれこうした〔原子爆弾の〕アイデアは新奇なものではなくなるだろう。 みながそれについていずれは考えるようになり、そしてどこかの国が実行に移すことになるだろう。」

### アメリカの停滞
1941年3月ごろ、アメリカ国防研究委員会 (National Defense Research Committee, NDRC) の化学・爆発物部門主任でハーバード大学総長の化学者ジェームズ・コナント (James B. Conant) が空襲の続くイギリスを訪れた。 当時、アメリカ政府の原子爆弾への関心は薄く、NDRC はアメリカの核エネルギー開発を独占的に担当していたウラン諮問委員会を傘下に持っていたにもかかわらず、コナントはようやくこのとき初めて原子爆弾の可能性を伝え聞くことになった。
このときコナントに同行した実験物理学者ケネス・ベインブリッジ (Kenneth Bainbridge) は MAUD 委員会に出席してイギリスの進展ぶりに驚き、ウラン諮問委員会のライマン・ブリッグズ (Lyman J. Briggs) 議長にイギリスに人を送るように要請した。 これによりブリッグズは NDRC 議長のヴァネヴァー・ブッシュとともに米国科学アカデミー (NAS) の元に核エネルギーに関する審査委員会を設け、議長にシカゴ大学の著名な物理学者であるアーサー・コンプトンを据えた。 NAS 審査委員会は5月17日に最初の報告を提出した。 報告では核技術の軍事利用に前向きな見通しを示していたものの、原爆に関しては「1945年以前には期待できない」としたのみで、イギリスが得た進展に関することには何も触れていなかった。
しかしこれを受けて、ブッシュは新たに科学研究開発局 (Office of Scientific Research and Development, OSRD) 設立を提案してその長官に就任し、ウラン諮問委員会も OSRD の S-1ウラン委員会 (S-1 Uranium Committee) となった。 S-1 は OSRD 第1課 (section one) を意味し、核エネルギー開発は OSRD の最も重要な任務のひとつとなったが、ブッシュはイギリスの報告中のウラン235をウラン238と混同するなど、MAUD 委員会の得た成果に関してはまだあまり理解していなかった。 ブッシュから NDRC を引き継いだコナントもまた、1–2年以内に成果の出ないものにエネルギーを割くべきでないとし、こうしてベインブリッジの訴えはアメリカの官僚主義の中に飲み込まれることとなった。

### MAUD委員会最終報告
1941年7月15日に MAUD 委員会はウラン爆弾が実現可能だとする最終報告を承認し解散した。 そこではその実現に、どのぐらいの時間とコストがかかり、どのようなものになるかがまとめられていた。 それによれば、爆弾に含まれるウラン材料は 25 ポンド（11 キログラム）ほどとなり、破壊力は TNT 火薬 1.8 キロトンに相当し、大量の放射性降下物を生成するとされた。 また1943年末には爆弾製作の資材が提供可能となるとした。 簡潔な箇条書きの3つの文にまとめられた結論は次のようなものであった。
これによりチャーチル首相は8月30日にさらなる研究の継続を認めた。 チャーチルは参謀長への覚書で「個人的には現存の爆弾に大いに満足しているが、我々は改善の道に立ちはだかるべきでないと思っている」と述べている。 10月には科学産業研究局 (Department of Scientific and Industrial Research, DSIR) の元で、原爆開発計画チューブ・アロイズが開始された。 一方、この報告の草稿はすぐにアメリカのブッシュにも非公式に手渡されたが、依然アメリカの動きは遅く、イギリスはアメリカから実質的に何の反応も受け取っていなかった。 
こうしたアメリカの流れを変えたのは MAUD 委員会のオリファントであった。 レーダーについて協議するため8月下旬オリファントはアメリカに渡ったが、アメリカ各地で精力的に科学者や行政責任者と会い、原爆開発を推進するよう後押しした。 オリファントが S-1 ウラン委員会のブリッグズを尋ねたときには、MAUD 報告が金庫にしまいこまれ他の委員には読まれていないことに落胆し、ウラン委員会に出席して必死に自分たちの危機感を訴えた。 オリファントが「すべての努力は原子爆弾に集中するべきで、爆弾以外の発電所やなにかを研究する権利はあなた方にはなく、… イギリスに金も人もない以上、それ〔原子爆弾〕はあなた方に任されている」と訴えたことを委員の一人は回想している。 9月始めには、やはりアメリカ政府の原子爆弾への関心の薄さに不満だったアメリカの指導的な実験物理学者アーネスト・ローレンスとバークレーで会い、ブッシュやコナントとの面会の手引きをしてもらった。 NAS の審査委員会の暫定議長となっていたゼネラル・エレクトリック社のウィリアム・クーリッジ (William D. Coolidge) にもウラン爆弾を強力に印象付けるのに成功している。

### 原子爆弾開発とその後
MAUD 委員会の最終報告書は1941年10月3日に公式にアメリカに届けられた。 すぐさまブッシュはこれをルーズベルト大統領に伝え、これにより大統領は自らの手元で政策協議を行う最高政策集団 (Top Policy Group) を指名し、原子爆弾開発の研究へ向け政府レベルで舵が切られることになった。 11月27日の NAS 審査委員会の報告でも、MAUD 報告を受けてウラン爆弾の実現を確かなものだとした。 真珠湾攻撃が起こりアメリカも遂に戦争状態に突入すると、12月18日には OSRD が会合を行って S-1 計画の開発までのスケジュールが定められ、ここに至ってアメリカの原爆開発研究は原爆開発の実行の段階へと歩みを進めることとなった。
翌年、S-1 計画は陸軍に引き継がれマンハッタン計画が開始された。 イギリスはアメリカとのケベック協定を元にマンハッタン計画に協力することになり、1943年12月以降、フリッシュ、パイエルスを始め、MAUD 委員会に参加したチャドウィック、オリファント、ムーンなどイギリスの科学者も順次アメリカに渡った。
こうしてフリッシュ＝パイエルスの覚書きと MAUD 報告が強力に後押ししアメリカが製造することになったウラン原爆は結局1945年8月6日に広島に投下された。 フリッシュはロス・アラモスで広島原爆投下の第一報を聞いたときの様子を次のように回想している。「多くの友人たちが電話に殺到して、祝賀会のためにサンタ・フェのラ・フォンダ・ホテルにテーブルを予約しようとするのをみたときの不快な、実のところ吐き気を催す感覚を今でも覚えている。 もちろん彼らは自分たちの仕事の成功に得意になったのだった。 だが、10万の人々の突然死を祝う姿は、たとえそれが『敵』であったとしても、むしろ残忍であると思えた。」

## 歴史的評価
MAUD委員会は広島に落とされたウラン爆弾だけの可能性を考察し、原子炉で製造されるプルトニウムを用いた長崎型の原爆は扱っていないものの、その報告書の存在がアメリカの原子爆弾開発全体に果たした歴史的役割は大きい。
マンハッタン計画で科学者のリーダーとして働いたロバート・オッペンハイマーは、後年、この報告が、それまでばらばらだったアメリカの計画をひとつにまとめ上げたのだと認めている。 また、最も早くからアメリカ政府に核エネルギー開発を訴え続けていた物理学者レオ・シラードは、特に報告書の内容をアメリカで広めてまわったマーク・オリファントの活躍を強調し、戦後「もし議会が核エネルギー計画の本当の歴史を知ったら、顕著な働きをしたおせっかいな外国人に与えられる特別な勲章を作り、オリファント博士がそれを最初に受け取るのは間違いない」と述べている。 歴史家グルーム (A.J.R. Groom) は報告書が少なくとも原爆の完成を6か月早めたのだとし、同じく歴史家のガウィングも「それ〔MAUD 報告書〕がなければ、原子爆弾が落とされる前に第二次世界大戦が終わっていたことはほとんど確実だろう」とする。

## MAUDという名称
MAUD 委員会の MAUD という名称はあたかも何かの略のように用いられたが、実際には意味のない偽装のための名称であった。 この名前が付けられた経緯は現在では有名な逸話となっている。
この名は、デンマークがドイツに侵略された直後、スウェーデンに亡命していたリーゼ・マイトナーからニールス・ボーア夫妻の様子を知らせるためイギリスの友人宛に送られた電報が元となっている。 その電文は次のようなものであった。「最近ニールスとマルグレーテに会う 二人とも元気だが事態には悲しむ コッククロフトとモード・レイ・ケント (Maud Ray Kent) にお知らせを」 この電文を受け取ったコッククロフトは後者の人物に心当たりがなかったため、それを何かの秘密のメッセージだと考え、一か所 “y” を “i” と読み替えることで、それが「ラジウム取られる」(radium taken) のアナグラムだと解釈できることに気がついた。 このことは、ナチスがラジウムをかき集めているという情報とも一致していた。 
トムソンはこのアナグラムの名前を借用し、偽装のための無意味な名称として自分の委員会のために使用した。 委員会が解散して久しい1943年、ボーアがイギリスに渡った後で、委員会のメンバーたちはモード・レイがボーア家でかつて子供に英語を教え、今はケントに住んでいる実在の家庭教師の名前であるということを知った。 ずっと後になって、政府の役人により MAUD は Military Application of Uranium Detonation（ウラン爆発の軍事利用）を表すものだとして巧みに再解釈された。